# Базаљије (Мантова)
Базаљије је насеље у Италији у округу Мантова, региону Ломбардија.
Према процени из 2011. у насељу је живело 3 становника. Насеље се налази на надморској висини од 15 м.